# Siemienie
Siemienie [pronunciación en polaco: /ɕɛˈmjɛɲɛ/] es un pueblo ubicado en el distrito administrativo de Gmina Drobin, dentro del condado de Płock, Voivodato de Mazovia, en el centro-este de Polonia. Se encuentra a unos 10 kilómetros al oeste de Drobin, a 22 kilómetros al noreste de Płock, y a 96 kilómetros al noroeste de Varsovia.